# Буль-Кайпановська сільська рада
Буль-Кайпановська сільська рада (рос. Буль-Кайпановский сельский совет) — муніципальне утворення у складі Татишлинського району Башкортостану, Росія. Адміністративний центр — село Буль-Кайпаново.

## Населення
Населення — 1714 осіб (2019, 1975 в 2010, 2187 в 2002).

## Склад
До складу поселення входять такі населені пункти:
| Населений пункт      | Населення, осіб (2002) | Населення, осіб (2010) |
| -------------------- | ---------------------- | ---------------------- |
| Буль-Кайпаново, село | 707                    | 682                    |
| Карманово, присілок  | 60                     | 37                     |
| Маматаєво, присілок  | 335                    | 313                    |
| Новокайпаново, село  | 524                    | 485                    |
| Старокайпаново, село | 408                    | 357                    |
| Старочукурово, село  | 153                    | 101                    |